# Kind dieser Zeit
Kind dieser Zeit ist die erste Autobiografie von Klaus Mann, die 1932 im Transmare Verlag, Berlin, veröffentlicht wurde. In Frankreich erschien im Jahr 1933 das Buch unter dem Titel Je suis de mon temps. Kind dieser Zeit schildert die Kindheits- und Jugendjahre des Autors von 1906 bis 1924. 

## Inhalt
Die Autobiografie beschreibt Klaus Manns frühen Drang zum Schreiben, seine Streiche als Jugendlicher in München, seine Begegnung mit der Jugendbewegung der Wandervögel, die Zeit auf verschiedenen Internaten und seine ersten dramatischen und literarischen Erfolge.
In dem Werk werden verschiedene Drogenerfahrungen beschrieben, auch Gedanken zum Suizid und Andeutungen homosexueller Neigungen finden sich bereits in dieser frühen Schrift. Sie enthält interessante Aussagen über das innige Verhältnis zu seiner Schwester Erika Mann und das problematische zu seinem Vater Thomas Mann.

## Wirkung
Das Werk wurde von den zeitgenössischen Literaturkritikern unterschiedlich beurteilt. Während die deutschen Kritiken eher abwertend ausfielen und das Buch als unreifes Werk eines vom Namen des Vaters begünstigten Autors schmähten, urteilte die internationale Presse positiver. Beispielsweise stellte der amerikanische Übersetzer Samuel Putnam neben den angeführten Schwächen des von Klaus Mann in seinem Tagebuch so genannten „Kindheitsbuches“ seine Bedeutung als Dokument einer deutschen Jugend während der Kriegs-, Revolutions- und Inflationszeit in Deutschland heraus. Kind dieser Zeit wurde 1933 wie alle Schriften von Klaus Mann von den Nationalsozialisten verboten und verbrannt.
Heute gilt das Buch als wichtige Quelle für Historiker und Literaturforscher zum Verständnis der Person Klaus Manns und der Familie Mann im zeitlichen Umfeld, da die entsprechenden Passagen in seiner zweiten Autobiografie, dem Wendepunkt, erheblich knapper ausfielen.